# Zapasy na Igrzyskach Panamerykańskich 2003
Zapasy na Igrzyskach Panamerykańskich 2003, odbywały się w dniach 1 - 5 sierpnia w Santo Domingo. W tabeli medalowej tryumfowali zapaśnicy z Kuby.

## Tabela medalowa
|   | Państwo           |    |    |    | Razem: |
| - | ----------------- | -- | -- | -- | ------ |
| 1 | Kuba              | 10 | 1  | 3  | 14     |
| 2 | Stany Zjednoczone | 8  | 4  | 5  | 17     |
| 3 | Kanada            | 0  | 7  | 1  | 8      |
| 4 | Wenezuela         | 0  | 2  | 6  | 8      |
| 5 | Kolumbia          | 0  | 2  | 1  | 3      |
| 6 | Brazylia          | 0  | 1  | 0  | 1      |
| 6 | Dominikana        | 0  | 1  | 0  | 1      |
| 8 | Peru              | 0  | 0  | 1  | 1      |
| 8 | Portoryko         | 0  | 0  | 1  | 1      |
|   | razem:            | 18 | 18 | 18 | 54     |

## Wyniki

### W stylu klasycznym
| Waga   | złoty               | srebrny          | brązowy         |
| ------ | ------------------- | ---------------- | --------------- |
| 55 kg  | Lázaro Rivas        | Brandon Paulson  | Eduardo Freites |
| 60 kg  | Roberto Monzón      | Luis Liendo      | Jim Gruenwald   |
| 66 kg  | Juan Luis Marén     | Ángelo Mota Brea | Luis Izquierdo  |
| 74 kg  | Filiberto Ascuy     | José Escobar     | T.C. Dantzler   |
| 84 kg  | Luis Enrique Méndez | Bradley Vering   | Eddy Bartolozzi |
| 96 kg  | Ernesto Peña        | Justin Ruiz      | Luis Talavera   |
| 120 kg | Mijaín López        | Rulon Gardner    | Rafael Barreno  |

### W stylu wolnym
| Waga   | złoty           | srebrny        | brązowy           |
| ------ | --------------- | -------------- | ----------------- |
| 55 kg  | Stephen Abas    | René Montero   | Mikheil Japaridze |
| 60 kg  | Yandro Quintana | Gia Sissaouri  | Eric Guerrero     |
| 66 kg  | Serguei Rondon  | Edison Hurtado | Jamill Kelly      |
| 74 kg  | Joe Williams    | Zoltan Hunyady | Daniel González   |
| 84 kg  | Yoel Romero     | Carl Rainville | Cael Sanderson    |
| 96 kg  | Daniel Cormier  | Antoine Jaoude | Wilfredo Morales  |
| 120 kg | Kerry McCoy     | Edgar Becerra  | Alexis Rodríguez  |

### W stylu wolnym - kobiety
| Waga  | złoty              | srebrny         | brązowy         |
| ----- | ------------------ | --------------- | --------------- |
| 48 kg | Patricia Miranda   | Lyndsay Belisle | Flor Quispe     |
| 55 kg | Tina George        | Tonya Verbeek   | Marcia Andrades |
| 63 kg | Sara McMann        | Viola Yanik     | Mabel Fonseca   |
| 72 kg | Toccara Montgomery | Ohenewa Akuffo  | Yasmil Ramos    |